# ناصر شریان
ناصر شریان (انگلیسی: Nasser Sherian؛ زادهٔ ۱۱ نوامبر ۱۹۹۴) یک بازیکن فوتبال اهل قطر است.